# Agenția de Securitate Națională (SUA)

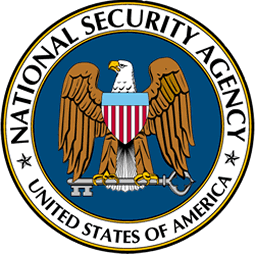
Sigiliul NSA

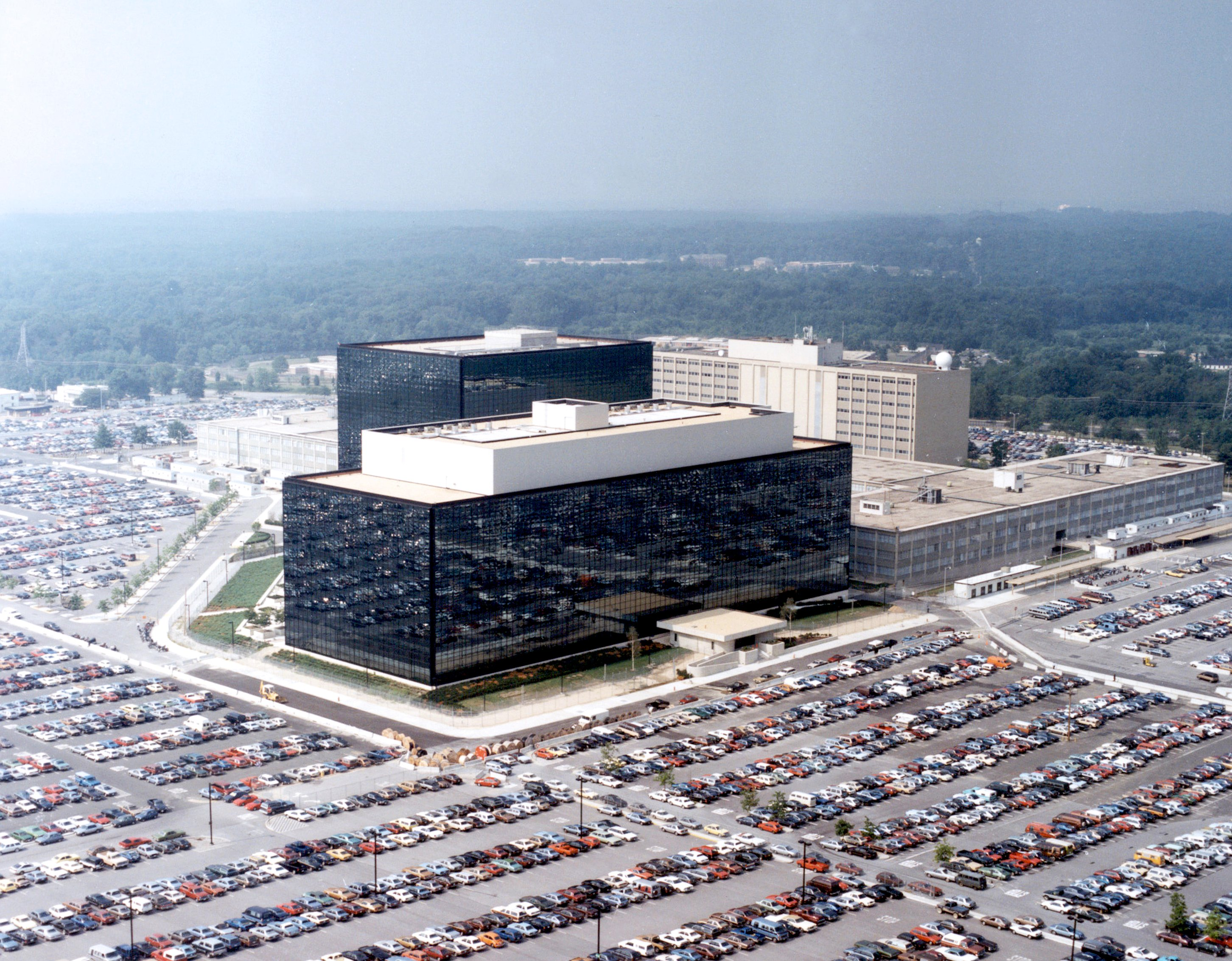
Sediul central al NSA, Fort Meade, Maryland.

Agenția de Securitate Națională (în engleză: National Security Agency) este o agenție guvernamentală a Departamentul Apărării al Statelor Unite ale Americii, fondată de președintele Harry Truman la ora 12.01 în noaptea de 4 noiembrie 1952.
Statutul său inițial prevedea un scop foarte concis: să protejeze comunicațiile guvernamentale americane și să intercepteze comunicațiile puterilor străine.  NSA se bazează pe o varietate de măsuri pentru a-și îndeplini misiunea, dintre care majoritatea sunt clandestine.
Actualmente, directorul N.S.A este Keith Bill Alexander. În prezent este cel mai puternic și dotat serviciu american de spionaj extern. Are competența supravegherii, descifrării și prelucrării comunicațiilor electronice internaționale. Funcționează conform jurisdicției Ministerului Apărării al SUA.

## Istoric

### Formarea
Originile Agenției Naționale de Securitate pot fi urmărite din 28 aprilie 1917, la trei săptămâni după ce Congresul Statelor Unite a declarat război Germaniei în primul război mondial. A fost creată o unitate de codificare și de decriptare a cifrei de cod ca secțiunea de cablu și telegraf, care a fost, de asemenea, cunoscută sub denumirea de Biroul de cifre. A avut sediul la Washington, D.C. și a făcut parte din efortul de război sub conducerea executivă fără autorizarea directă a Congresului. În cursul războiului a fost mutat de mai multe ori în schema organizatorică a armatei. Pe 5 iulie 1917, Herbert O. Yardley a fost repartizat la conducerea unității. În acel moment, unitatea era formată din Yardley și doi funcționari civili. 